# Lijst van beschermd erfgoed in Ouffet
Onderstaande tabel geeft een overzicht van de beschermde erfgoederen in de gemeente Ouffet. Het beschermd erfgoed maakt deel uit van het cultureel erfgoed in België.
| Object                                               | Bouwjaar/architect | Deelgemeente | Adres         | Coördinaten                   | Nummer?                | Afbeelding                                          |
| ---------------------------------------------------- | ------------------ | ------------ | ------------- | ----------------------------- | ---------------------- | --------------------------------------------------- |
| Donjon, zogenaamd "oud gerechtshof" (M) omgeving (S) |                    | Ouffet       | Rue du Perron | 50° 26' 13" NB, 5° 28' 0" OL  | 61048-CLT-0002-01 Info | Donjon, zogenaamd "oud gerechtshof" (M)omgeving (S) |
| Donjon van Lizin (M)                                 |                    | Ouffet       | Lizin         | 50° 27' 25" NB, 5° 27' 43" OL | 61048-CLT-0003-01 Info | Donjon van Lizin (M)                                |
| "Pierre au sacrement" (M) "chemin de Messe" (S)      |                    | Warzée       |               | 50° 26' 39" NB, 5° 24' 9" OL  | 61048-CLT-0004-01 Info |                                                     |